# Charlotta Frölich
Charlotta Frölich, född 28 november 1698, död 21 juli 1770, var en svensk författare och poet. Hon har beskrivits som frihetstidens mest produktiva författare näst efter Hedvig Charlotta Nordenflycht. Hon använde sig ibland av pseudonymen Lotta Triven. Hon utgav flera politiska skrifter. Frölich var den första kvinna som publicerades i Vetenskapsakademiens skrifter.

## Biografi
Charlotta Frölich var dotter till rådspresidenten greve Carl Gustaf Frölich och Beata Christina Cronström och gifte sig 1735 med Johan Funck. Hon var brorsdotter till Eva Margareta Frölich.
Frölich var förutom Hedvig Charlotta Nordenflycht den enda kvinnliga författare under frihetstiden som beskrev sin uppfostran. I hennes diktbok från 1762 finns tillfogad en versifierad självbiografi från 1765. Hon växte delvis upp i Baltikum, och gavs en lutherskt spartansk och religiös uppfostran med fokus på religion, hårt arbete och avsaknad av lyx. Hon lärde sig läsning, skrivning, historia, hushåll, psalmsånger och bibeln: det utgås också ifrån att hon förutom svenska talade tyska, eftersom hennes far hade tyska som förstaspråk. Hon vägrade länge att gifta sig för att kunna ägna sig åt lantbruk och bergsbruk. Hon ägde Överbo, där hon framställde tackjärn, både före och efter sitt giftermål.

## Författarskap
Charlotta Frölichs författarskap kan indelas i två perioder: före 1759 producerade hon övervägande delen handböcker, och från 1762 (efter ett uppehåll då hennes syn försämrades) övervägande tillfällighetsdikter. Hon utgav bland annat en lärobok i historia och handböcker om lantbruk.
År 1741 blev hon den första kvinna och den enda under frihetstiden som publicerades i Vetenskapsakademiens handlingar, med tre skrifter om lantbruk baserade på hennes egna erfarenheter; den andra var Eva Ekeblad (1748). Hon skrev om sina erfarenheter av sådd av norrländskt brådkorn, ängskötsel och den då nya såningsmaskinen och vidareutveckling av lantbruksmetoder. Hennes historiebok från 1759 blev populär och kom ut i nya upplagor så sent som 1817.
År 1763 blev hon en av fyra kvinnor som utgav en andaktsbok under frihetstiden: de övriga var Elisabeth Stierncrona (1756), Brita M. Dubb (1741) och Hedvig Catharina Winge (1760). I sin andaktsbok förklarar hon att hon avsiktligt förenklat sitt språk för att göra sin skrift tillgänglig för kvinnor.
1768 utgav hon två dikter som inlägg i den politiska debatten: Bisvärmen och Poeme. Hon framlade förslag om statligt omhändertagande och utbildning av tiggarbarn. Frölich tillhörde det begränsade antal kvinnor, sex stycken, som öppet deltog i den politiska debatten med sitt eget namn under frihetstiden snarare än under pseudonym: jämsides med Elisabeth Stierncrona och Anna Antoinetta Gyllenborg, Hedvig Charlotta Nordenflycht, Françoise Marguerite Janiçon och Anna Margareta von Bragner. Tillsammans med Françoise Marguerite Janiçon var hon den ena av två kvinnor under sitt sekel som utvecklade tankar om hur staten skulle sköta ekonomin.
Sjutton av hennes tillfällesdikter finns bevarade, av dessa är sexton begravningsdikter, så som den hon skrev till Samuel Troilius begravning 1764.